# 726型气垫登陆艇
726型气垫登陆艇，又稱野馬型氣墊船，是中国人民解放军海军使用的一种中型气垫登陆艇。该登陆艇由中船工业708研究所研制，江南造船厂生产，首批726型所用动力为2台乌克兰曙光机械联合体制造的UGT 6000燃气轮机，之后改为中国自行生产的QC-70燃气轮机，更换动力后的型号称为726A型气垫登陆艇。
726型气垫登陆艇最大载重量约在50至60吨，可載1辆ZTZ-96主战坦克或2辆ZBD-05两栖步兵战车或陸戰隊員80人。最高航速可達80節。此型登陆艇是071型综合登陆舰的配件，装备于登陆舰中於兩棲作戰時搭配使用，可停放4艘气垫登陆艇。

## 生产
2009年的第一批次中一共少量生产了4艘726型艇，其中3艘服役。后进入技术验证和改进期，到2017年已完成技术改进，並进入批量生产。
2017年3月，卫星照片显示江南造船厂里有四艘726A型气垫登陆艇在建；同年12月，卫星照片显示，在江南造船厂船坞有5艘在建的726A型气垫登陆艇。
2018年1月，四艘726A型气垫艇同时列装。
2018年8月，媒体援引军迷航拍照片报道：又有10艘726A型气垫艇出现在江南造船厂的港池中；2018年10月6日的卫星照片显示：江南造船厂的港池里有8艘726A型气垫艇。
目前，726型艇仍在持续建造中，至2021年，已在役的近20艘。